# Freyellaster intermedius
Freyellaster intermedius är en sjöstjärneart som beskrevs av Hayashi 1943. Freyellaster intermedius ingår i släktet Freyellaster och familjen Freyellidae. Inga underarter finns listade i Catalogue of Life.